# Ли Кашин
В това китайско име фамилията Ли стои отпред.
Ли Кашин (на китайски: 李嘉誠) е хонконгски бизнесмен.
Роден е на 13 юни 1928 година в Чаоджоу, провинция Гуандун, в семейство от етническата група чаоджоу. Започва работа на възраст 15 години, за да издържа семейството си след смъртта на баща си.
През 1950 година основава собствено предприятие за производство на пластмаса, а малко по-късно се заема с инвестиции в недвижими имоти. Към 2013 година е сочен за най-богатия човек в Азия с имущество на стойност 28,8 щ. милиарда долара.